# Universal Links on Human Rights
La Universal Links on Human Rights es una escultura conmemorativa situada en Dublín, Irlanda, en la mediana que hay en el cruce de Amiens Street, Beresford Place y Memorial Road, cerca de Busáras y The Customs House.

## Descripción
Es una esfera de cadenas y barras de hierro soldadas entre sí, de 260 cm de diámetro, y que alberga en su centro una llama eterna, alimentada por gas natural. Fue encargado por la organización Amnistía Internacional en 1995 y diseñado por Tony O'Malley. Representa las cárceles que mantienen encerrados a los presos de conciencia.